# KAD.
KAD.（カド、本名：門倉 歩（かどくら あゆむ）、1987年10月30日 - ）は、日本の写真家。映像クリエイター。東京都出身。

## 人物・経歴
あだ名は「カドさん」。
大学時代に放送系サークルで放送技術に慣れ親しんだことがきっかけとなり、映画に興味を抱く。
その後映画館勤務を通してさらに映画にのめり込んでいき、年間の鑑賞本数は250本を超える。
映画コーディネーターとして、ブログや書籍等を通じ、映画を鑑賞する人向けのコーディネートを担当していたが「独創的に活動できる場」を考え、2016年度より新人モデル・タレント等を引き出す映像クリエイターとして、様々な大学のミスコン・ミスキャンパス等に特化した映像制作を行う。
2016年度、駒澤大学、龍谷大学。
2017年度、武蔵野大学、摂南大学、横浜市立大学、Miss KJ Contest。
2017年9月、からくり時計作家の鈴木完吾の動画撮影、
11月より、実業家と共に新人モデル専属撮影、動画制作事業を開始。